# Bande (kommun)
Bande är en kommun i Spanien. Den ligger i provinsen Ourense i den autonoma regionen Galicien i nordvästra delen av landet, 400 km nordväst om huvudstaden Madrid. Antalet invånare är 1 473 (2024). Arean är 98,96 kvadratkilometer.